# Caius Vettulenus Civica Cerialis
Caius Vettulenus Civica Cerialis est un sénateur romain du Ier siècle, probablement consul suffect en 75, gouverneur de Mésie vers 78/79 à 82, puis proconsul d'Asie en 87/88, année de son exécution par Domitien.

## Biographie

### Carrière
Il est probablement consul suffect en 75, puis gouverneur de Mésie vers 78/79 à 82.
Enfin, il est envoyé comme proconsul d'Asie en 87/88, en particulier pour faire face à un soulèvement dirigé par un faux Néron, mais il échoue à supprimer le prétendant au moment où Domitien mène ses campagnes contre les Daces. On ignore si Civica est impliqué dans un complot ou si son échec est dû à l'hésitation d'agir, mais il est arrêté puis exécuté sur ordre de Domitien,,.

### Famille
Vettulenus Cerialis est originaire de Reate, capitale des territoires sabins au nord-est de Rome. W. Brian Jones mentionne que Cerialis est d'origine sabine. Il s'agit par ailleurs de la ville d'origine des Flaviens, ce qui peut expliquer les liens entre les deux familles, sa carrière et surtout celle de son frère sous Vespasien.
Il a un frère, plus âgé, du nom de Sextus Vettulenus Civica Cerialis, surtout connu comme chef militaire pendant la première guerre judéo-romaine, puis gouverneur de Judée en 70-71. Il est ensuite consul suffect vers 71-72, gouverneur de Mésie avant Caius, de 74/75 à 78/79, puis peut-être proconsul d'Afrique.
Son neveu Sextus Vettulenus Civica Cerialis est devenu consul éponyme en l'an 106 sous Trajan.

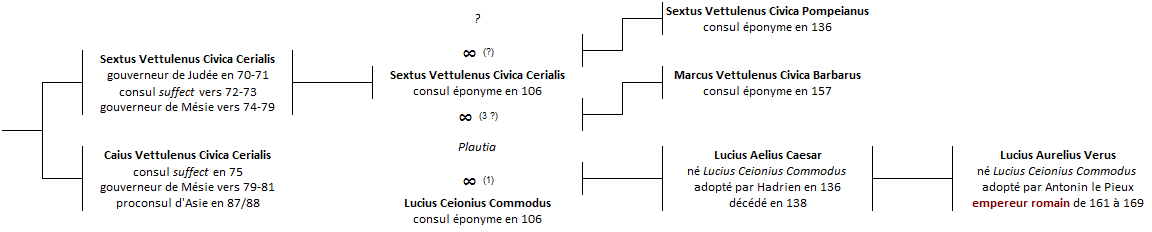
La famille des Vettuleni sous les Flaviens et les Antonins. Arbre non exhaustif.